# Боровськ

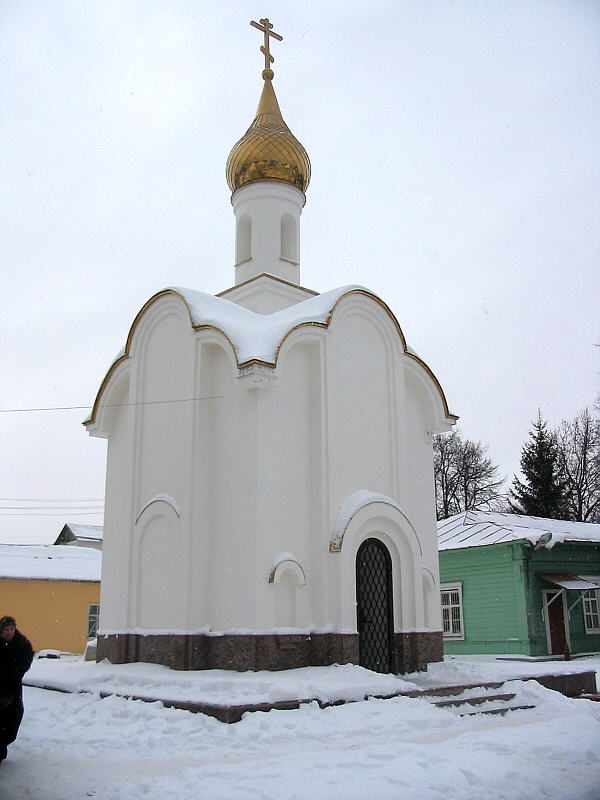
Каплиця-пам'ятник на передбачуваному місці ув'язнення боярині Морозової і княгині Урусова

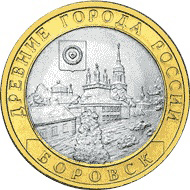
10 руб (2005) — пам'ятна монета з циклу Стародавні міста Росії

Бо́ровськ (рос. Боровск) — місто у Росії, адміністративний центр Боровського району Калузької області. У 2000 році йому було присвоєно статус історичного міста Росії.
Населення 11,8 тис. мешканців (2009).

## Географія
Місто оточене лісами і розташований на пагорбах по обох берегах річки Протва приблизно за 20 км від станції Балабаново Київського напрямку Московської залізниці і за 84 км на південний захід від Москви.

## Історія
Імовірно, Боровськ виник у XIII столітті. Перша згадка про місто міститься в духовній грамоті великого князя Івана Івановича II, датованій 1358 роком, однак знайдена на Боровському городищі кераміка датується більш раннім часом, XI—XIII століттям, що свідчить про існування тут давньоруського поселення.
Археологічні розкопки та обстеження сучасного Борівська (2003) вказують на те, що у XIII—XIV століттях на відстані 500—800 метрів один від одного знаходилися поселення на обох берегах річки Протви: на лівому березі «Петрова гора», а на правому — на городищі і в районі Косого яру.
У 1480 Іван III готував під Боровськом війська до битви з ординцями.
З XVII століття Борівськ став ареною трагедії старообрядництва. Сюди був засланий протопоп Авакум, а у Боровський острог були поміщені (і там страчені) його соратниці — Бояриня Морозова і її сестра княгиня Урусова.
З 1776 Боровськ — повітове місто Боровського повіту Калузького намісництва (з 1796 — Калузької губернії).
У 1777 був заснований герб Боровська.
Під час франко-російської війни 1812 року це місто й Пафнутьївський монастир були спалені і зруйновані французами.
У травні 1857 місто сильно постраждало від пожежі — згоріло 150 житлових будинків, 200 крамниць і кілька церков.
З 1880 по 1891 у Боровську жив К. Е. Ціолковський, що працював тут викладачем. Приблизно в цей же час тут жив і вчителював релігійний мислитель Н. Ф. Федоров.
З 1929 рік місто — центр Боровського району Калузького округу Московської області (з 1944 — Калузької області).

## Герб
На срібному геральдичному щиті червоне серце з золотим хрестом, оточене зеленим лавровим вінком. Герб Боровська затверджений 10 березня 1777.

## Міські ЗМІ
Районна газета «Боровские Известия», видається з вересня 1921 року.

## Промисловість
- Завод металоконструкцій і промислового устаткування «ЮВС»
- Дослідний завод «Вега», філія Центру судноремонту « Зірочка»
- Текстильні та трикотажні підприємства.
- Підприємства харчової промисловості.
- Фабрика дитячої іграшки.
- Виробництво автофургонів та іншого комерційного транспорту.

## Клімат
Клімат у Борівському помірно-континентальний, з холодною зимою (у січні-10, 2) і теплим літом (у липні +17,6)

## Цікавинки
- Пафнутьїво-Борівський монастир, заснований у середині XV століття.
- Церква Бориса і Гліба (храм побудований у 1704 р., дзвіниця — у 1819 р.)
- Каплиця-пам'ятник на передбачуваному місці ув'язнення і загибелі боярині Морозової і княгині Урусова.
- Музей-квартира К. Е. Ціолковського.
- Велика кількість як діючих, так і тих, що чекають реставрації храмів на території самого Боровська і в його околицях.